# Карцов, Юрий Сергеевич
Юрий Сергеевич Карцов (1857—1931, Ницца, Франция) — русский дипломат и публицист. Доводился племянником дипломату Андрею Николаевичу Карцову. На основе заметок и материалов последнего издал очерк «За кулисами дипломатии» (1908). Отец духовной писательницы Елены Юрьевны Концевич.

## Биография
Окончил Александровский лицей (1877).
На дипломатической службе на Ближнем Востоке с 1879 по 1886 год: служил вице-консулом в Мосуле, консулом в Палестине; был дипломатическим агентом в Сербии.
В 1893 году стал консулом в Ньюкасле-на-Тайне в Англии.
Был хорошо знаком с Константином Леонтьевым. Печатался в газете «Новое время» в 1887—1890 годах, а также в газете «С.-Петербургскія Вѣдомости» и в журнале «Прямой путь».
В 1895 году оставил Министерство иностранных дел и поступил на службу в министерство финансов. Являлся коммерческим агентом в Брюсселе и ганзейских портах. Позже жил в собственном имении в Сувалках. В 1911 году переселился в Петербург.
После революции эмигрировал, и скончался в Ницце в 1931 году.
Придерживался монархических взглядов, состоял в главной палате Русского народного союза имени Михаила Архангела. В своих произведениях он критиковал современную ему внешнюю политику за излишнюю компромиссность, стремился доказать необходимость самобытности России и независимости её от Европы.

## Труды
- Заметки о турецких езидах. Тифлис, 1886.
- Упорядочение торговли. Сувалки, 1902.
- Внешняя политика, как стимул народного хозяйства. СПб., 1905.
- Семь лет на Ближнем Востоке. 1879—1886. Воспоминания политические и личные. СПб., 1906.
- Революция сверху. СПб., 1907.
- В чем заключаются внешние задачи России (Теория внешней политики вообще и в применении к России). СПб., 1908. (Doc.)
- За кулисами дипломатии. СПб., 1908. (совм. с Военским К. А.)
- Причина войны 1812 года. СПб., 1911.
- Тени прошлого. Повесть. СПб., 1913.